# Knut (isbjörn)

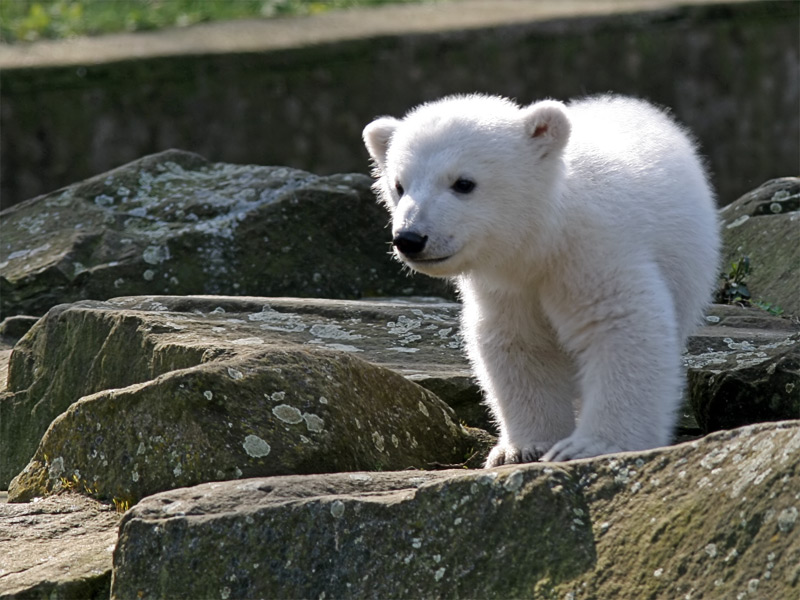
Knut, 24 mars 2007

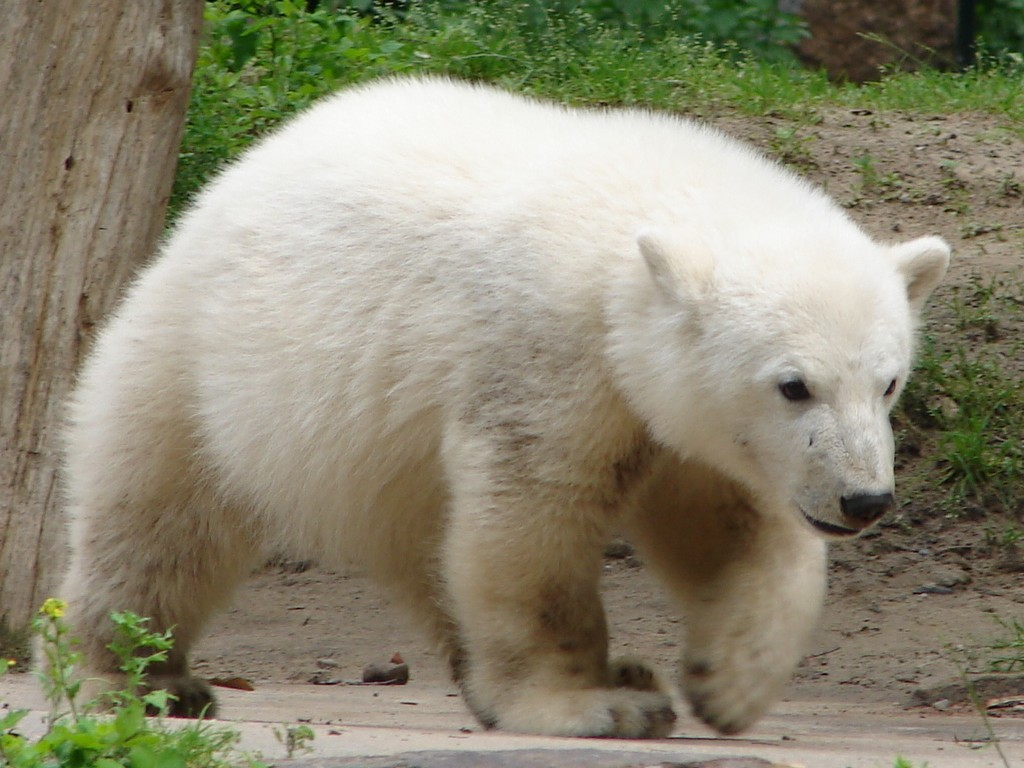
Knut, 31 maj 2007

Knut, född 5 december 2006 på Berlins zoo i Berlin, död där 19 mars 2011, var en isbjörn som avvisades av modern Tosca och därför föddes upp av djurparkens personal. En annan hane som föddes samtidigt överlevde bara i fyra dagar. Knut var den första isbjörnsunge som fötts och överlevt på Berlins zoo på över 30 år.  
I flera medier förekom artiklar om en djurrättsaktivist som skulle ha hävdat att isbjörnsungen borde avlivas eftersom han ansåg att ett liv i fångenskap var grymt mot djuret. Personen hade kritiserat Berlins zoo då han tyckte att Knut uppföddes i förhållanden som är opassande för isbjörnar men angående avlivningen gjorde han klart att massmedierna citerat honom felaktigt. Senare drog han även tillbaka sin kritik.
Knut var en kommersiell succé.  Eftersom björnen är staden Berlins vapen kom Knut därför att dessutom bli en form av maskot för staden.  Berlins zoo har registrerat honom som varumärke Det har tillverkats leksaker som föreställer honom, Haribo har lanserat Knut-godis med hallonsmak och det har gjorts flera sånger om honom. Bland sångerna finns de som handlar om isbjörnens utseende, däribland "Knut is Cute" (svenska: "Knut är söt") eller "Knut, der kleine Eisbär" (svenska: Knut, den lilla isbjörnen) av en nioårig flicka från Köpenick, och sånger som är mera sarkastiska som "The Baby Bear Must DIE!", "Knut Isn't Cute Anymore", and "Goodbye Knut" av den brittiska komikern Mitch Benn.

## Frimärke
Knut fotograferades av Annie Leibovitz som del av en kampanj mot klimatförändringar. Den tyska posten utgav i april 2008 ett frimärke som visar isbjörnen Knut. Frimärket tillhör en serie som handlar om miljövård och biologisk mångfald.

## Rättslig strid om Knut
I november 2007 berättade tidningen Flensburger Tageblatt att Knut egentligen tillhör djurparken i Neumünster. Knuts far Lars lånades 1999 av Berlins zoo från Neumünster och i ett avtal bestämdes att den unge som föds först (i detta fall Knut) ska lämnas tillbaka. Efter flera förhandlingar vid domstolen kom djurparkerna i juli 2009 överens om att Knut fick stanna i Berlin och Neumünsters djurpark fick 430 000 euro.
Knut dog plötsligt den 19 mars 2011 när han, efter en attack av hjärninflammation, drunknade i sin bassäng.